# Scipiolus plumosus
Scipiolus plumosus är en havsspindelart som beskrevs av Loman, J.C.C. 1908. Scipiolus plumosus ingår i släktet Scipiolus och familjen Ammotheidae. Inga underarter finns listade i Catalogue of Life.